# Бэйли Рэй, Корин
Корин Бэйли Рэй (англ. Corinne Bailey Rae, урождённая Корин Жаклин Бэйли, Corinne Jacqueline Bailey, 26 февраля 1979) — британская певица, гитаристка, автор песен, исполняющая нео-соул с элементами джазовых и этнических влияний, инди- и альтернативного рока. Дебютный альбом Corinne Bailey Rae в 2006 году стал платиновым, возглавил UK Album Chart и принёс ей международную известность, второй (The Sea, #5 UK) номинирован на Mercury Prize 2010.

## Биография
Корин Бэйли родилась 26 февраля 1979 года в Лидсе, Англия, в семье темнокожего выходца из Вест-Индии и англичанки. С ранних лет Корин увлеклась музыкой; сначала играла на скрипке, затем, в подростковом возрасте, освоила электрогитару. Вдохновлённая примером L7, Veruca Salt и других групп женского альтернативного рока 1990-х годов, Бэйли собрала свою первую группу Helen, которая завоевала определённую популярность и сформировала свою аудиторию, но в полной мере реализовать потенциал не смогла и в конечном итоге распалась.
Бэйли поступила в Лидский университет, где изучала английскую литературу. Здесь она стала писать песни в ином ключе, ориентированном на соул и джазовые традиции. В 2006 году она подписала контракт с EMI и выпустила дебютный, именной альбом. Corinne Bailey Rae возглавил британские чарты, поднялся до #4 в Billboard 200 и принёс певице 3 номинации Грэмми. Год спустя вышел расширенный вариант альбома Corinne Bailey Rae — Special Edition, в который вошёл CD/DVD с записями концертов в Лондоне и Нью-Йорке. В 2010 году вышел второй альбом The Sea, песни которого были написаны под влиянием чувств, связанных с утратой: смертью мужа, Джейсона Рэя, саксофониста группы Haggis Horns.
В 2013 году Корин Бэйли вышла замуж за Стива Брауна, который является участником её группы.

## Дискография

### Студийные альбомы
- 2006: Corinne Bailey Rae
- 2010: The Sea
- 2016: The Heart Speaks in Whispers
- 2023: Black Rainbows

### Мини-альбом
- 2011: The Love EP

### Концертный альбом
- 2007: Live in London & New York (CD + DVD)